# Hadamardproduct

In het hadamardproduct is elk element het product van de overeenkomstige elementen in twee matrices.

Het hadamardproduct of schurproduct is in de wiskunde een bijzonder product van twee matrices met evenveel rijen en kolommen. Elk element in het hadamardproduct is het product van de corresponderende elementen in de twee matrices.
Deze bewerking is genoemd naar de wiskundigen Jacques Hadamard en Issai Schur. De naam hadamardproduct voor deze bewerking schijnt voor het eerst gebruikt te zijn door Paul Halmos in 1948. Andere auteurs hebben ze genoemd naar Issai Schur, die een aantal stellingen in verband met deze bewerking heeft bewezen. Het hadamardproduct is onder meer in de statistische analyse en multivariabele analyse bruikbaar.

## Definitie
Van de matrices {\displaystyle A=(a_{ij})} en {\displaystyle B=(b_{ij})}  met {\displaystyle m} rijen en {\displaystyle n} kolommen is het hadamardproduct, genoteerd als {\displaystyle A\circ B}, de {\displaystyle m\times n}-matrix met als elementen:
{\displaystyle (A\circ B)_{ij}=a_{ij}\cdot b_{ij},i=1\dots m,j=1\dots n}
Dus
{\displaystyle A\circ B={\begin{pmatrix}a_{11}\cdot b_{11}&\cdots &a_{1n}\cdot b_{1n}\\\vdots &\ddots &\vdots \\a_{m1}\cdot b_{m1}&\cdots &a_{mn}\cdot b_{mn}\end{pmatrix}}}
Hierin zijn de elementen {\displaystyle a_{ij}} en {\displaystyle b_{ij}} reële of complexe getallen.
Het hadamardproduct verschilt duidelijk van de gewone matrixvermenigvuldiging. Om dit duidelijk te maken gebruikt men voor het hadamardproduct het symbool {\displaystyle \circ } (soms {\displaystyle \odot } of {\displaystyle *}). Enkel wanneer {\displaystyle A} en {\displaystyle B} diagonaalmatrices zijn, is het hadamardproduct {\displaystyle A\circ B} gelijk aan de matrixvermenigvuldiging {\displaystyle AB.}

## Voorbeeld
Het hadamardproduct van de matrices 
{\displaystyle A={\begin{pmatrix}3&2\\0&1\\-2&5\end{pmatrix}}}   en   {\displaystyle B={\begin{pmatrix}1&2\\3&1\\3&3\end{pmatrix}}}
is
{\displaystyle A\circ B={\begin{pmatrix}3\cdot 1&2\cdot 2\\0\cdot 3&1\cdot 1\\-2\cdot 3&5\cdot 3\end{pmatrix}}={\begin{pmatrix}3&4\\0&1\\-6&15\end{pmatrix}}}.

## Eigenschappen
- Anders dan de matrixvermenigvuldiging is het hadamardproduct commutatief: {\displaystyle A\circ B=B\circ A}.
- Het is distributief t.o.v. de matrixoptelling: {\displaystyle C\circ (A+B)=C\circ A+C\circ B}.
- Het is lineair: {\displaystyle a(A\circ B)=(aA)\circ B=A\circ (aB)}, waarin {\displaystyle a} een (complexe) constante is.

Deze eigenschappen volgen rechtstreeks uit de eigenschappen van de vermenigvuldiging van reële of complexe getallen.
- De "identiteitsmatrix" voor het hadamardproduct is een matrix waarvan elk element gelijk is aan 1. Deze wordt aangeduid als {\displaystyle J} om verwarring met de identiteitsmatrix {\displaystyle I} te vermijden.
- De "hadamardinverse" van een matrix {\displaystyle A,} aangeduid als {\displaystyle {\hat {A}},} bestaat slechts als elk element van {\displaystyle A} verschilt van nul. Elk element van {\displaystyle {\hat {A}}} is de inverse van het corresponderende element van {\displaystyle A}: {\displaystyle {\hat {a}}_{ij}=(a_{ij})^{-1}.} Dan is {\displaystyle A\circ {\hat {A}}={\hat {A}}\circ A=J.}
- De verzameling {\displaystyle m\times n}-matrices waarvan alle elementen verschillen van nul, vormt een Abelse groep met als bewerking het hadamardproduct.
- Het hadamardproduct van twee positief-semidefiniete {\displaystyle n\times n}-matrices is ook positief-semidefiniet. Het hadamardproduct van twee positief-definiete matrices is ook positief-definiet. Een symmetrische matrix is positief-definiet als en slechts als hij kan geschreven worden als het hadamardproduct van twee positief-definiete matrices. De Duitse wiskundige Issai Schur bewees dit voor het eerst in 1911.[2]
- Als {\displaystyle A} en {\displaystyle B} twee positief-semidefiniete matrices zijn, geldt voor de determinant van hun hadamardproduct de ongelijkheid van Oppenheim:

{\displaystyle \det(A\circ B)\geq \det(A)\det(B)}
- Als {\displaystyle A} en {\displaystyle B} twee {\displaystyle m\times n}-matrices zijn, dan geldt voor de rang van hun hadamardproduct:

{\displaystyle \operatorname {rank} (A\circ B)\leq \operatorname {rank} (A)\cdot \operatorname {rank} (B)}
- Als {\displaystyle A} en {\displaystyle B} twee {\displaystyle m\times n}-matrices zijn is het {\displaystyle i}-de diagonaalelement van het matrixproduct {\displaystyle AB^{\text{T}}} gegeven door:

{\displaystyle (AB^{\text{T}})_{ii}=a_{i1}b_{i1}+a_{i2}b_{i2}+\dots +a_{in}b_{in}}
Hieruit kan men afleiden dat het spoor van {\displaystyle AB^{T}} gelijk is aan de som van alle elementen van het hadamardproduct {\displaystyle A\circ B}.
Als {\displaystyle A} en {\displaystyle B} beide vierkante matrices zijn, is de som van de {\displaystyle i}-de rij in {\displaystyle A\circ B} gelijk aan het {\displaystyle i}-de diagonaalelement van {\displaystyle AB^{\text{T}}}:
{\displaystyle \sum _{j}(A\circ B)_{ij}=(AB^{\text{T}})_{ii}.}
- Het hadamardproduct van twee {\displaystyle m\times n}-matrices {\displaystyle A} en {\displaystyle B} is een deelmatrix van het kroneckerproduct van {\displaystyle A} en {\displaystyle B;} de elementen van het hadamardproduct staan op de kruisingen van de kolommen {\displaystyle 1,n+2,2n+3,\ldots ,n^{2}} en de rijen {\displaystyle 1,m+2,2m+3,\ldots ,m^{2}} van het kroneckerproduct.